# Eupalamus giganteus
Eupalamus giganteus är en stekelart som beskrevs av Tohru Uchida 1928. Eupalamus giganteus ingår i släktet Eupalamus och familjen brokparasitsteklar.

## Underarter
Arten delas in i följande underarter:
- E. g. isshikii
- E. g. sinensis